# РА1
РА1 (Рельсовый Автобус, 1-й тип) — автомотриса производства завода ОАО «Метровагонмаш», конструктивно унифицирована с метровагоном. В заводской документации ОАО «Метровагонмаш» РА1 классифицируются как «рельсовые автобусы». Предназначены для перевозки пассажиров на неэлектрифицированных участках железных дорог и могут быть применены для городского, пригородного и межрегионального сообщения. Имеют кабины по обоим концам вагона, не требуют разворота. При этом могут эксплуатироваться как одиночно, так и по системе многих единиц в сцепке по 2—3 секции. Семейство РА1 представлено шестью моделями: четырьмя для использования в России и двумя для экспорта. Кузов, экипажная и ходовая часть выполнены на базе метровагонов «Яуза».

## История разработки и выпуска

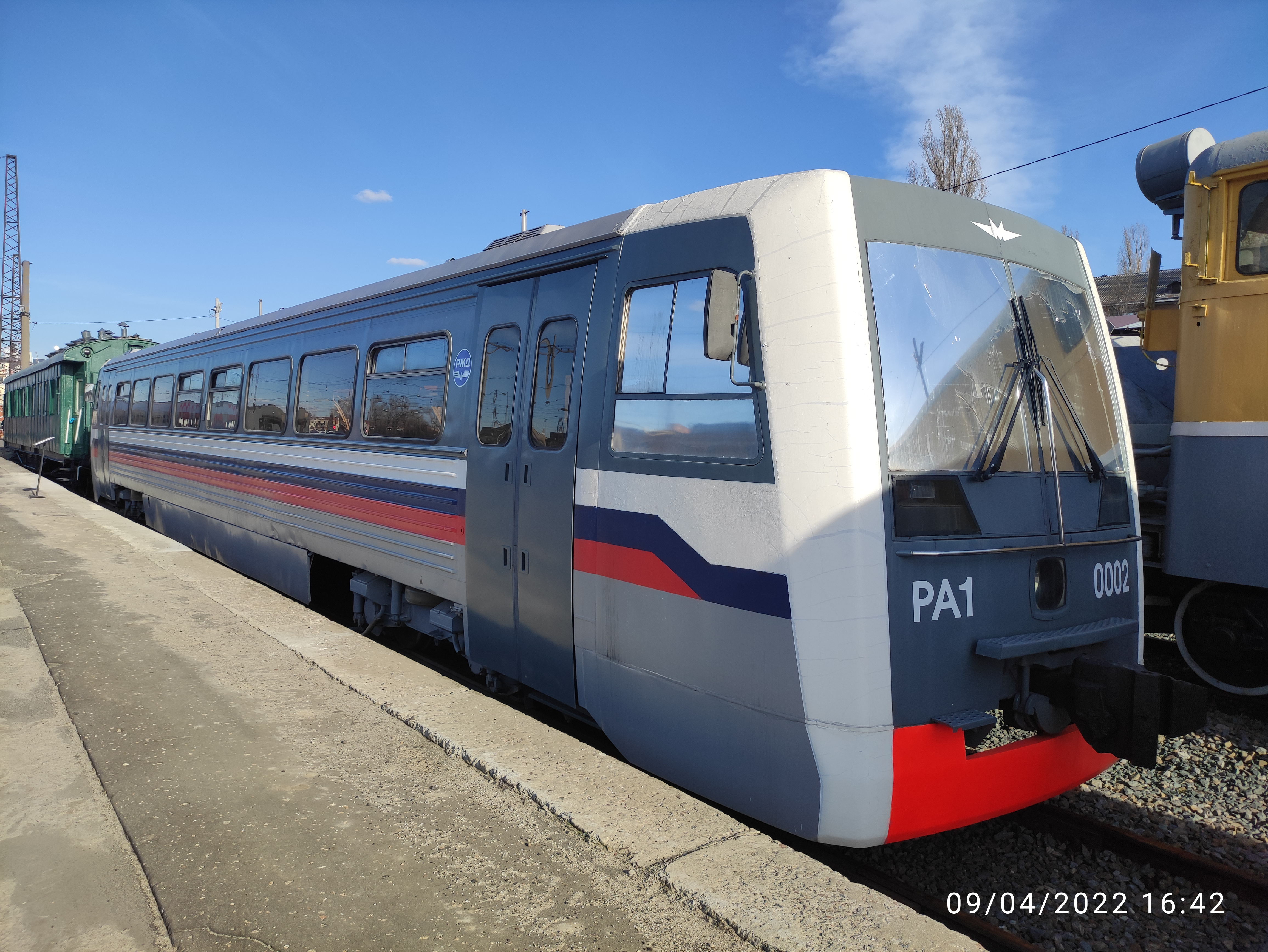
РА1-0002 в экспозиции на станции Воронеж-I

Проект рельсового автобуса Особым конструкторским бюро «Метровагонмаш» был подготовлен для проводившегося МПС в январе 1997 года конкурса на создание рельсового автобуса для неэлектрифицированных дорог с малой загрузкой, где получил первое место. В сентябре 1997 года был выпущен первый опытный образец, разработкой руководил главный конструктор проекта Владимир Николаевич Комаров. Среди возможных применений рассматривалась организация пассажирского движения по Малому кольцу МЖД.
За первые четыре года выпуска в период 1997—2002 годах было выпущено всего три экземпляра. Первый с августа 2000 года находился в эксплуатации в моторвагонном депо Отрожка Юго-Восточной железной дороги. Второй после испытаний на экспериментальном кольце в Щербинке в июне 2002 года поступил на Калининградскую железную дорогу. На третий экземпляр была разработана конструкторская документация, но его выпуск сильно затянулся.
На первый и второй рельсовые автобусы были установлены импортные дизельный двигатель и гидравлическая передача, на третий планировалось установить отечественные узлы. Впоследствии на всю серию выпуска РА-1 были установлены импортные дизельные двигатели, кроме 3 экземпляра. Все экземпляры по конструкции отличались друг от друга. Первый экземпляр (РА1-0001) первоначально был выпущен с автосцепкой Шарфенберга (метро-автосцепкой) и высокими подножками. Далее эта сцепка была заменена автосцепкой СА-3, а сам вагон отправлен на эксплуатацию в город Дубна.
В 2004—2005 годах рельсовые автобусы пошли в серию и стали небольшими партиями поступать на многие дороги ОАО «РЖД». По состоянию на октябрь 2005 года изготовлено не менее 38 рельсовых автобусов РА1. По состоянию на конец 2006 года это количество достигло не менее 91 единицы (не считая версий для экспорта и метрополитена), 41 единицы для экспорта, а также некоторое число машин для отечественного метрополитена, после чего выпуск серии был прекращён. Дальнейшим развитием этих машин стала серия РА2.
В технической документации машины моделей 730.15 (для метрополитена), 731.25 и 731.35 (для экспорта) обозначаются, как правило, без упоминания их принадлежности к классу РА1. Однако идентичность их конструктивного исполнения с вагонами серий 730 и 731, а также сам факт принадлежности к этим сериям позволяют включить их в общий список и отнести к данной серии. Тем не менее некоторые модели этих серий в этот список не входят. Это касается машин моделей 730.05, так как классифицируется как грузопассажирская мотодрезина, и 731.55, поскольку сами создатели отнесли её к классу РА2.
Точное число выпущенных машин не установлено, поскольку данные в открытых источниках не позволяют, например, подтвердить или опровергнуть существование РА1 с номерами 0089, 0091, 0093.
В декабре 2017 года самый первый вагон РА1 (уникальный РА1-0001 модели 730) был передан в Музей железных дорог России.

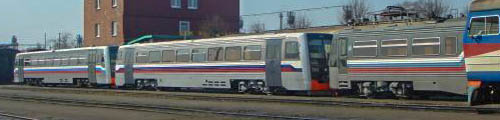
РА1 моделей 731 (слева и по центру) и 730 (справа) в Калининграде

## Список подвижного состава
| Железная дорога             | Депо                             | Количество | №                                                                     |
| --------------------------- | -------------------------------- | ---------- | --------------------------------------------------------------------- |
| Октябрьская железная дорога | ЦМОЖД                            | 1          | 0001                                                                  |
| Октябрьская железная дорога | ТЧ-15 Санкт-Петербург-Балтийский | 13         | 0004, 0009, 0012, 0017, 0023, 0025, 0027, 0030, 0032, 0045, 0050-0052 |
| Московская железная дорога  | ОАО «Метровагонмаш»              | 1          | 0003                                                                  |
| Московская железная дорога  | ТЧ-22 Новомосковск               | 2          | 0019, 0053                                                            |
| Московская железная дорога  | ТЧ-26 Куровская                  | 1          | 0024, 0083                                                            |
| Московская железная дорога  | ТЧ-43 Смоленск I                 | 8          | 0007, 0029, 0034, 0047, 0049, 0055, 0082, 0085                        |

## Модели для российского использования

### Модель 730

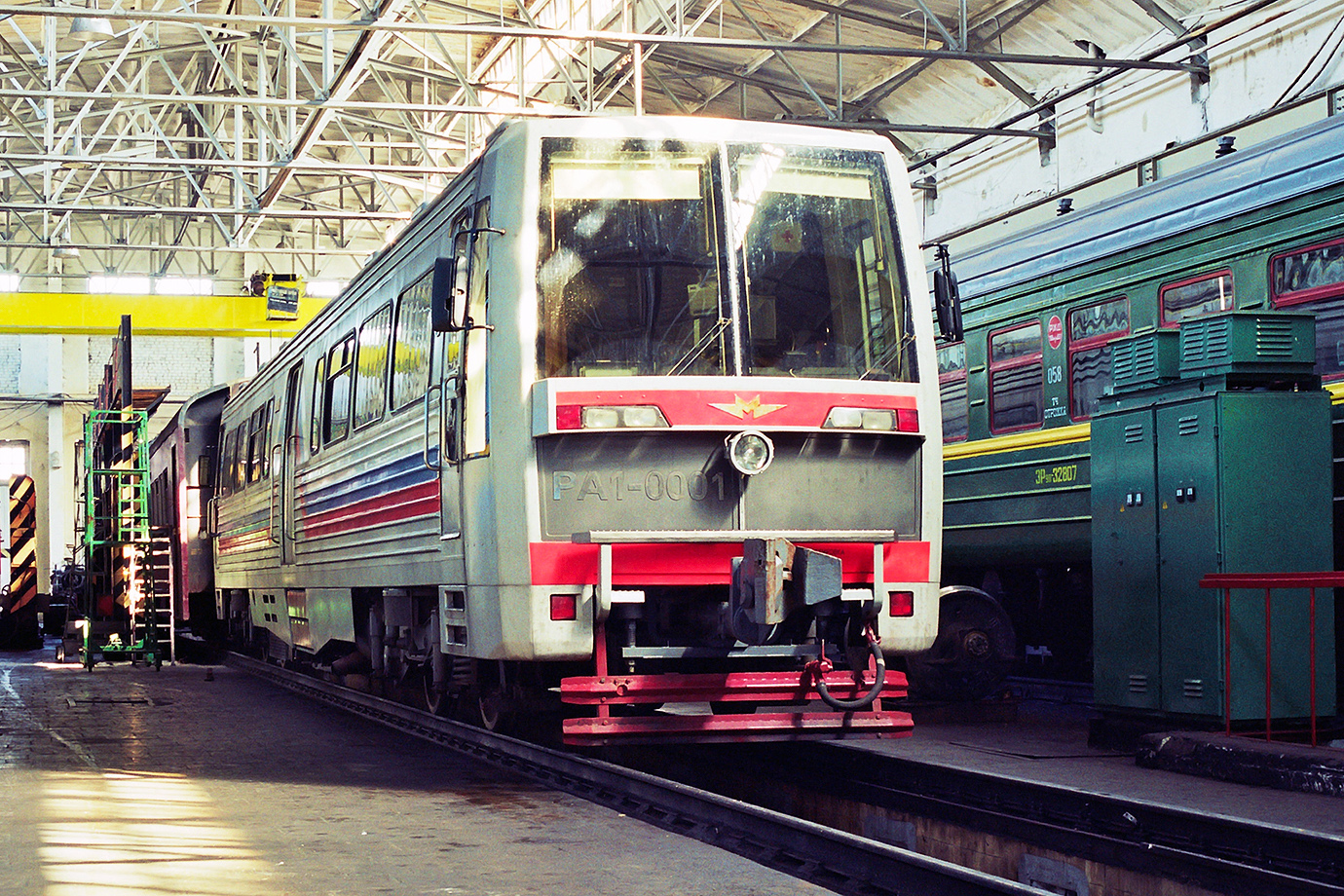
РА1-0001 модели 730 в депо Отрожка

Модель 730 имеет один выход на обе стороны посередине вагона, выход для высоких платформ и выдвижная ступень для спуска на низкие платформы, раздвижные двери конструкционно сходны с применёнными в метропоездах типа «Яуза» и расположены по центру салона. Предусмотрено 62 сидячих места; максимальной вместимостью принято считать 140 человек. Масса тары — 32 т, полная — 43 т. Предусмотрены гидрозамедлительный и пневматический тормоз. Подвешивание: первичное с винтовыми пружинами и амортизаторами, вторичное с пневматическими рессорами и амортизаторами. Цельнометаллический кузов из коррозионно-стойкой стали. Силовая установка — дизельный двигатель фирмы Cummins, соответствует стандартам «Евро-2». Передача гидравлическая, изготавливается фирмой Voith. Конструкционная скорость — 100 км/ч. В середине пассажирского салона имеется тамбур с автоматическими раздвижными дверями под высокие платформы, который отделён от двух половинок пассажирского салона перегородкой с ручными раздвижными дверями.
Построен в единственном экземпляре (РА1-0001) в 1997 году. Первоначально вагон совершил ряд опытных поездок по кольцу ВНИИЖТа в Щербинке. В декабре 1999 года проводились испытания на перегоне Дубна — Большая Волга. Затем вагон поступил на Юго-Восточную железную дорогу в депо Отрожка, а позже в депо Калининград Калининградской железной дороги. В июле 2008 года рельсовый автобус был передан в депо Данилов Северной железной дороги вместе с РА1-0002, где прошёл капитальный ремонт и позже введён в пассажирскую эксплуатацию. В декабре 2017 года вагон передан в музей.

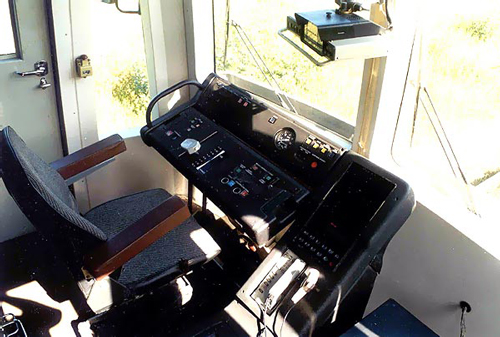
Кабина машиниста РА1 модели 730
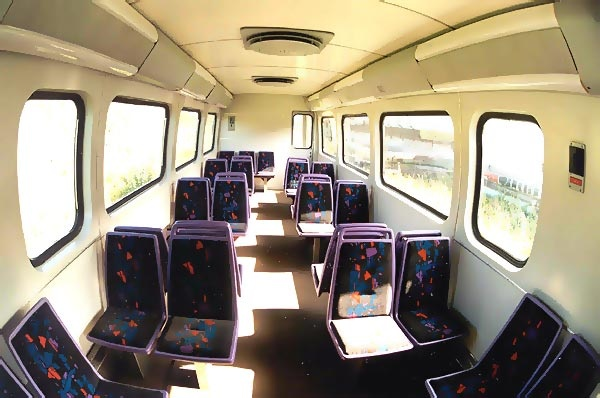
Пассажирский салон РА1 модели 730

### Модель 730.15 (81-730.15)

Рельсовые автобусы модели 730.15 в электродепо Печатники

Вариант вагона серии 730, предназначенный для работы в метрополитене. Кузов вагонов данной модели имеет незначительные отличия от прототипа РА1-0001 модели 730, такие как отсутствие боковых панелей ниже уровня рамы вагона и подножек для выхода на низкие платформы из пассажирского салона и более узкие крайние боковые окна пассажирского салона, аналогичные окнам вблизи дверей в середине вагона. По данным форумов любителей рельсового транспорта, вагоны оснащены автосцепками Шарфенберга и имеют собственную двухзначную нумерацию, начиная от 01 (в отличие от РА1 моделей 730 и 731 для России со сквозной четырёхзначной нумерацией от 0001). По непроверенным пока данным, построено не менее семи машин. У любителей рельсового транспорта получил прозвище «Рауза» (от «РА» — рельсовый автобус, и «Яуза» — метровагон, конструкция которого лежит в основе РА1)[значимость факта?].
Вагоны модели 81-730.15 поступили в Московский метрополитен в депо Печатники, откуда вскоре были переданы в депо войсковой части № 95006 в Москве (ССО ГУСП). В период 2007—2010 годов Метровагонмаш по заказу данной войсковой части проводил ремонт данных вагонов, в 2010 году ремонт также проходили автомотрисы 81-730.05.

### Модель 731
Модель 731 имеет по два выхода на обе стороны по краям вагона, каждый из которых оборудован раздвижными автоматическими дверями, рассчитанными под высокие и низкие платформы. В отличие от раздвижных дверей вагонов моделей 730 и 730.15, двери вагонов модели 731 имеют большую высоту и оборудованы выдвижной ступенью для спуска на низкие платформы. По сравнению с РА1 моделей 730, у рельсовых автобусов модели 731 на лобовой части кабины отсутствует выступающая панель с буферными фонарями, а сами буферные фонари утоплены в корпус и имеют обновлённую трапециевидную форму. Напротив входных дверей внутри вагона расположены тамбуры, которые отделены от пассажирского салона перегородкой с раздвижными дверями. В отличие от модели 730, в салоне РА1 731 предусмотрено 78 сидячих мест, а максимальной вместимостью принято считать уже 160 человек. При этом, масса тары теперь 37 т, а полная — 48 т. Запас хода по топливу не менее 500 км. Как и в 730-м РА1, предусмотрены гидрозамедлительный и пневматический тормоза. Подвешивание первичное с винтовыми пружинами и амортизаторами, вторичное с пневматическими рессорами и амортизаторами. Цельнометаллический кузов из коррозионно-стойкой стали. Силовая установка — на этот раз дизельный двигатель фирмы «MTU», соответствует стандартам «Евро-2». Гидропередача изготавливается фирмой «Voith». Конструкционная скорость 100 км/ч. Первая машина получила обозначение РА1-0002, следующие — от РА1-0004 до РА1-0088 включительно; далее известно о постройке машин РА1-0090, РА1-0092, РА1-0094 (итого не менее 89 единиц).

Модель 731
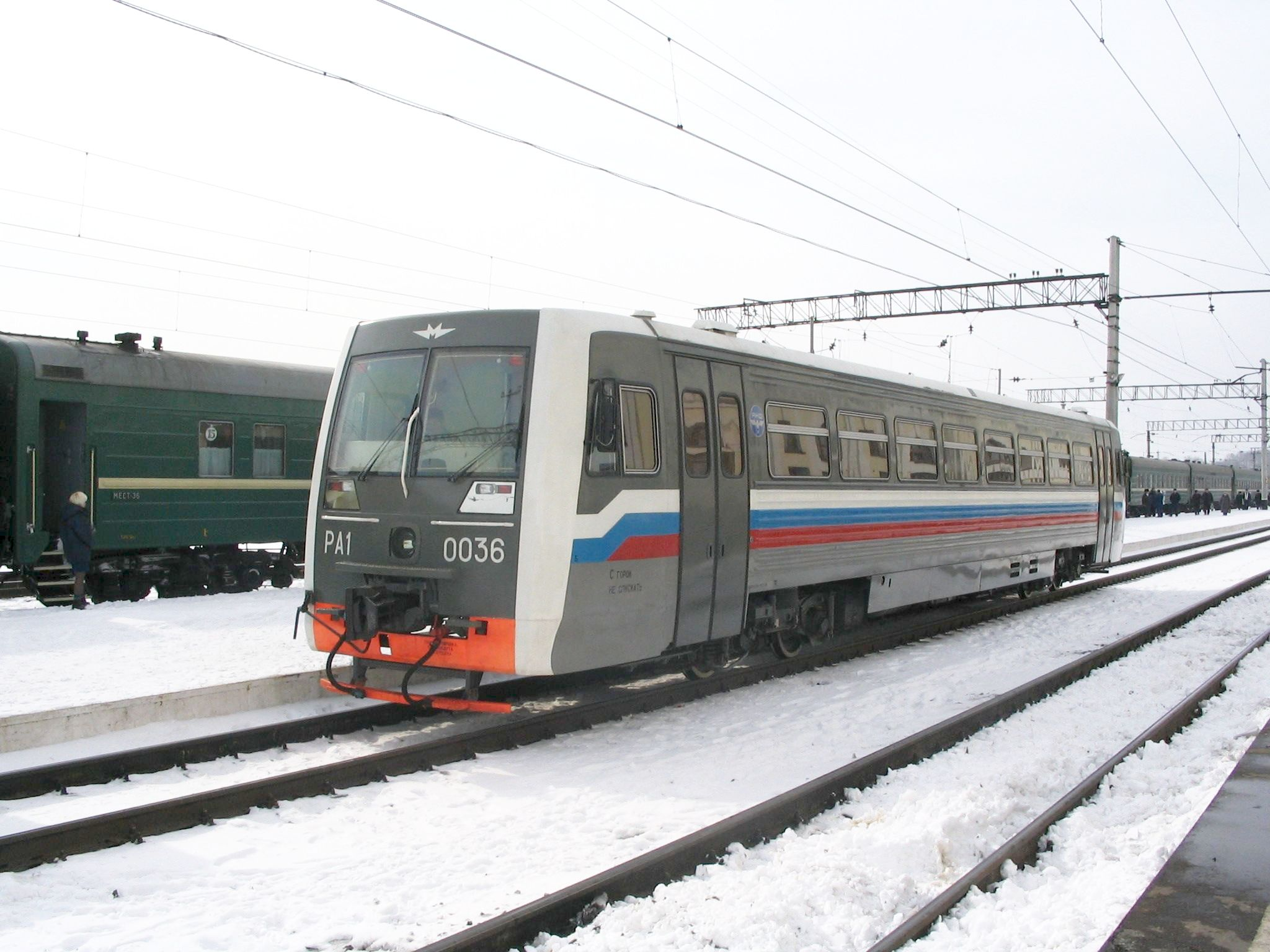
РА1-0036 в Томске
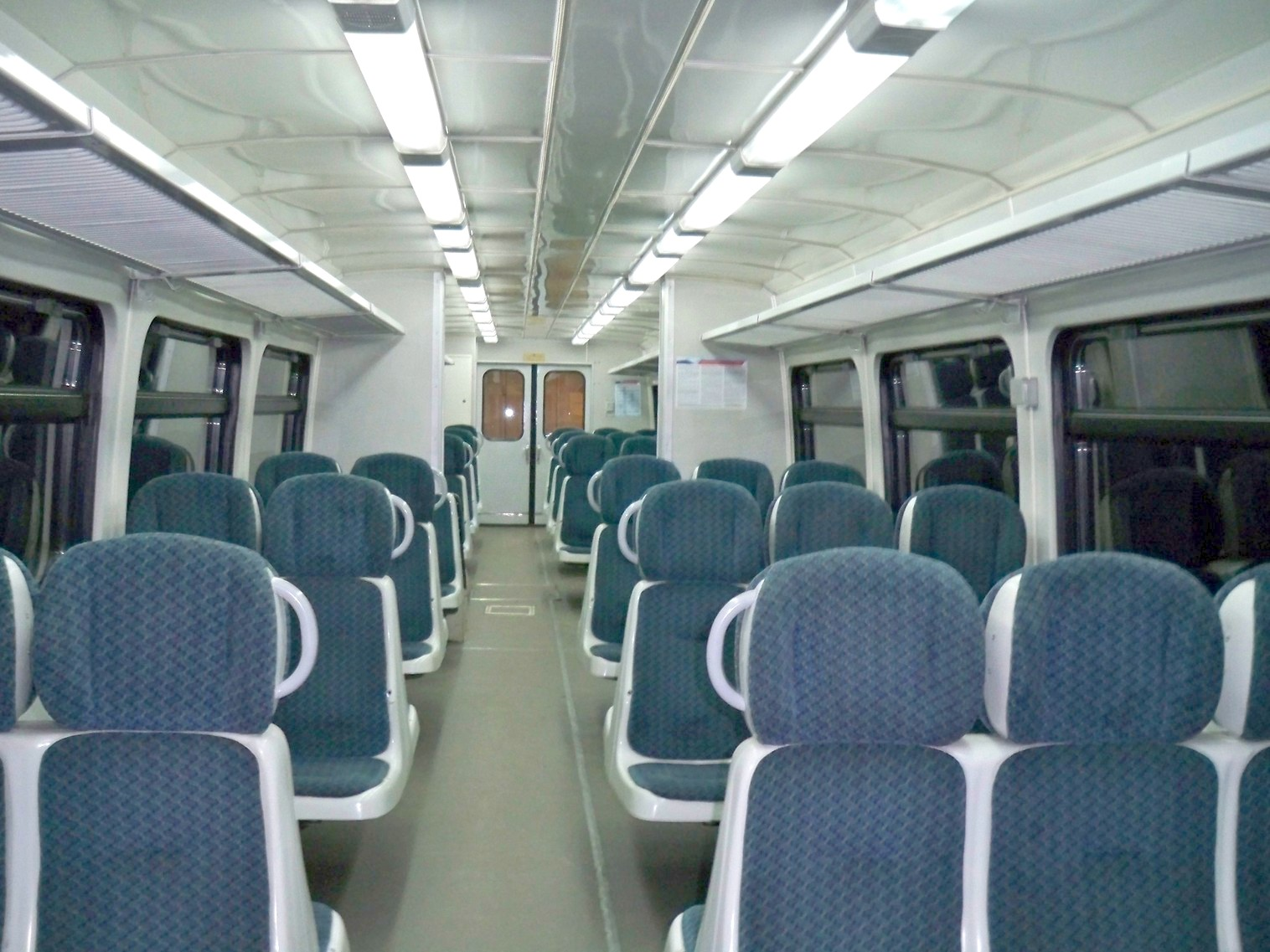
Пассажирский салон
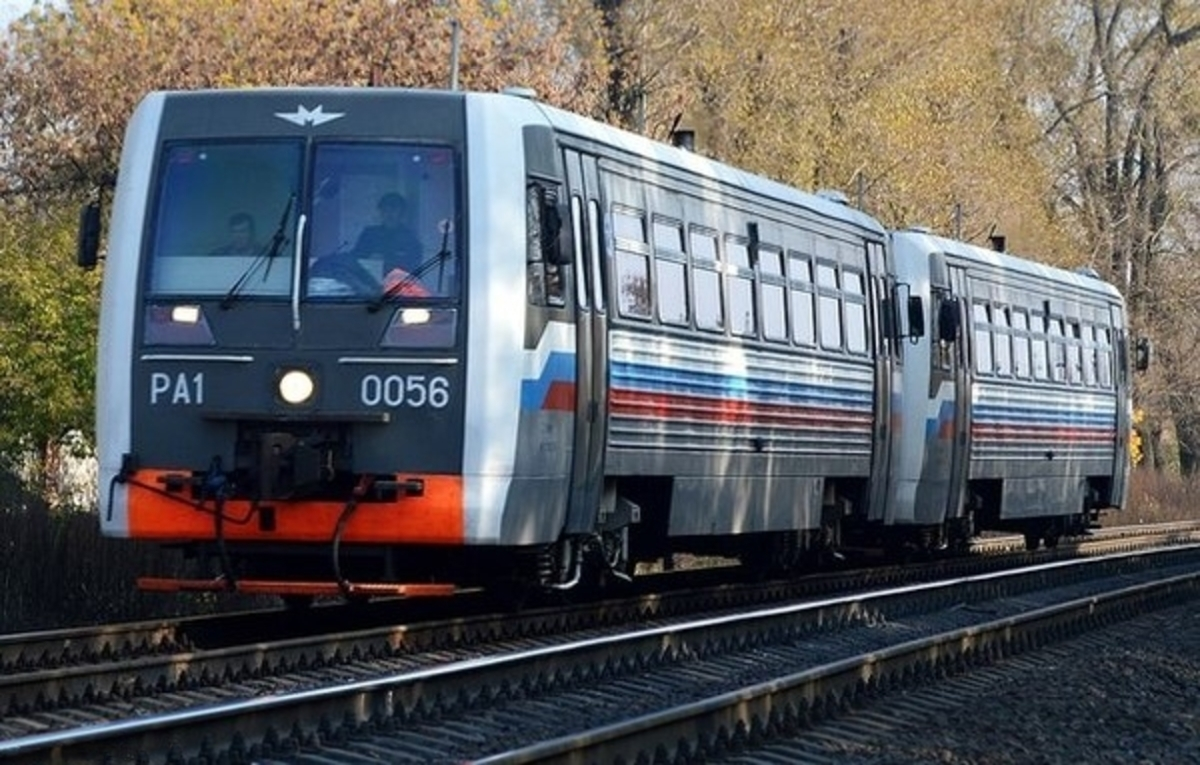
Эксплуатация РА1 модели 731 по СМЕ
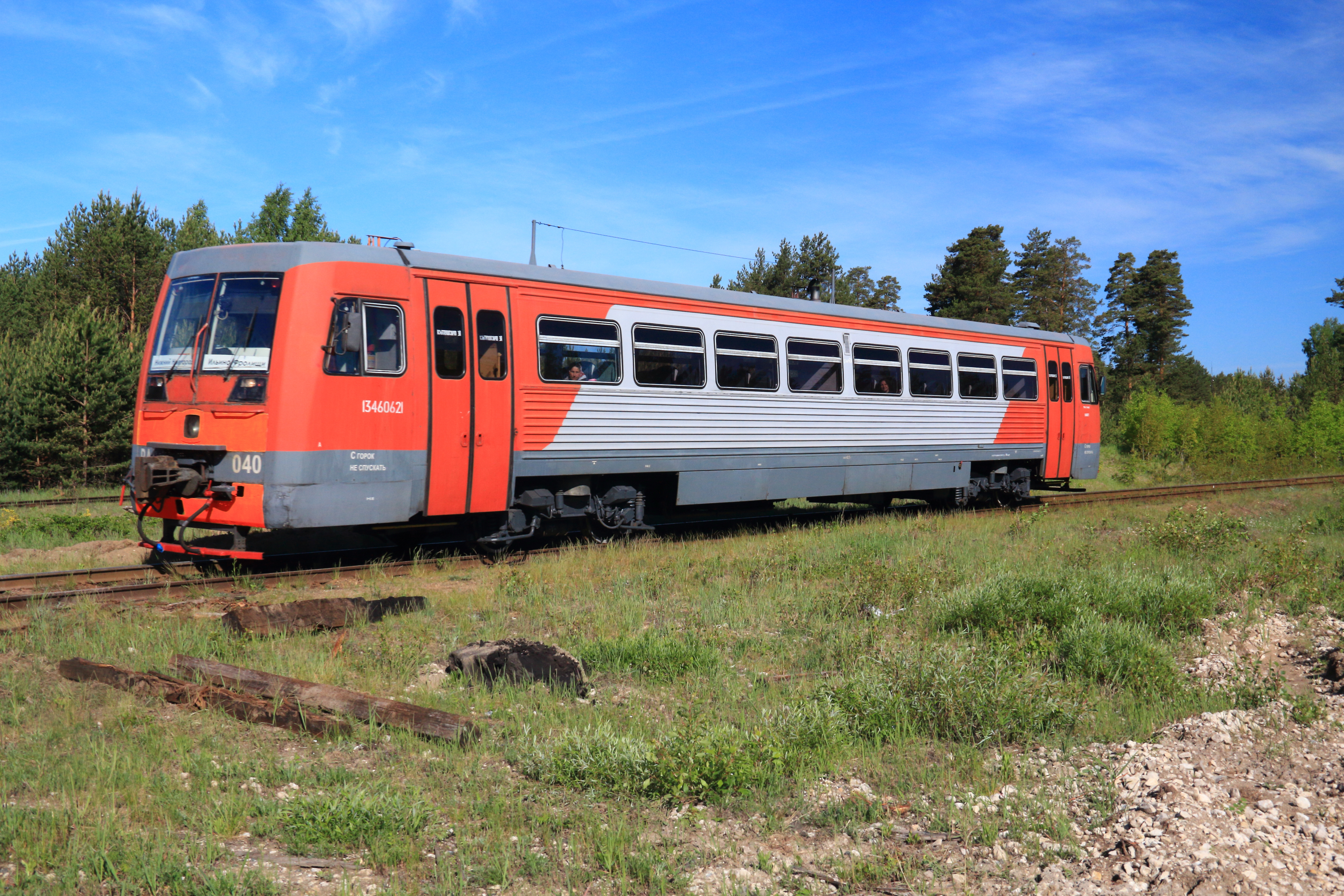
РА1-0040 в фирменной окраске РЖД на линии Ильино—Фролищи прибывает на станцию Великое Озеро

### Модель 731.15

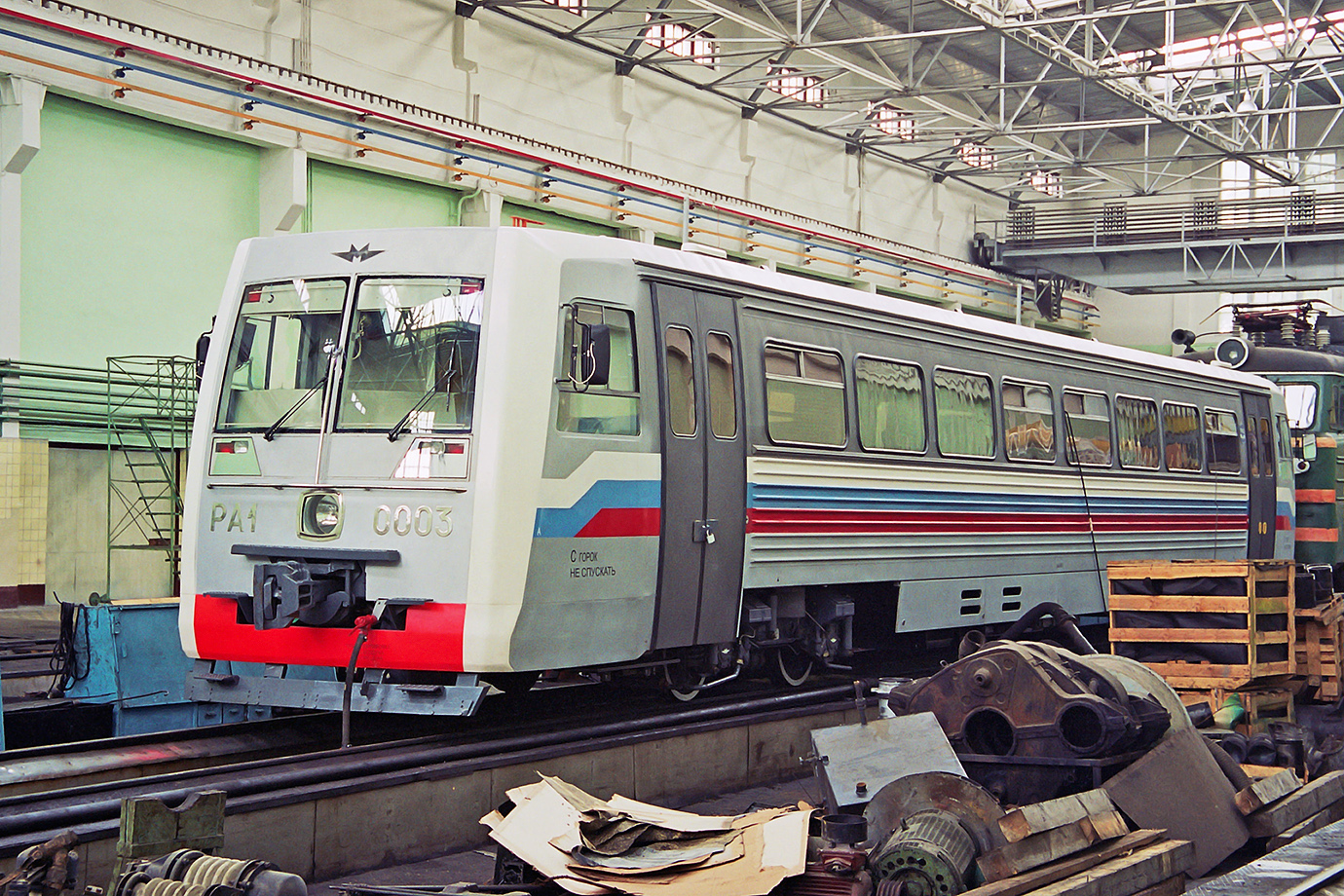
РА1-0003 модели 731.15 в локомотивном корпусе ЭК ВНИЖТ

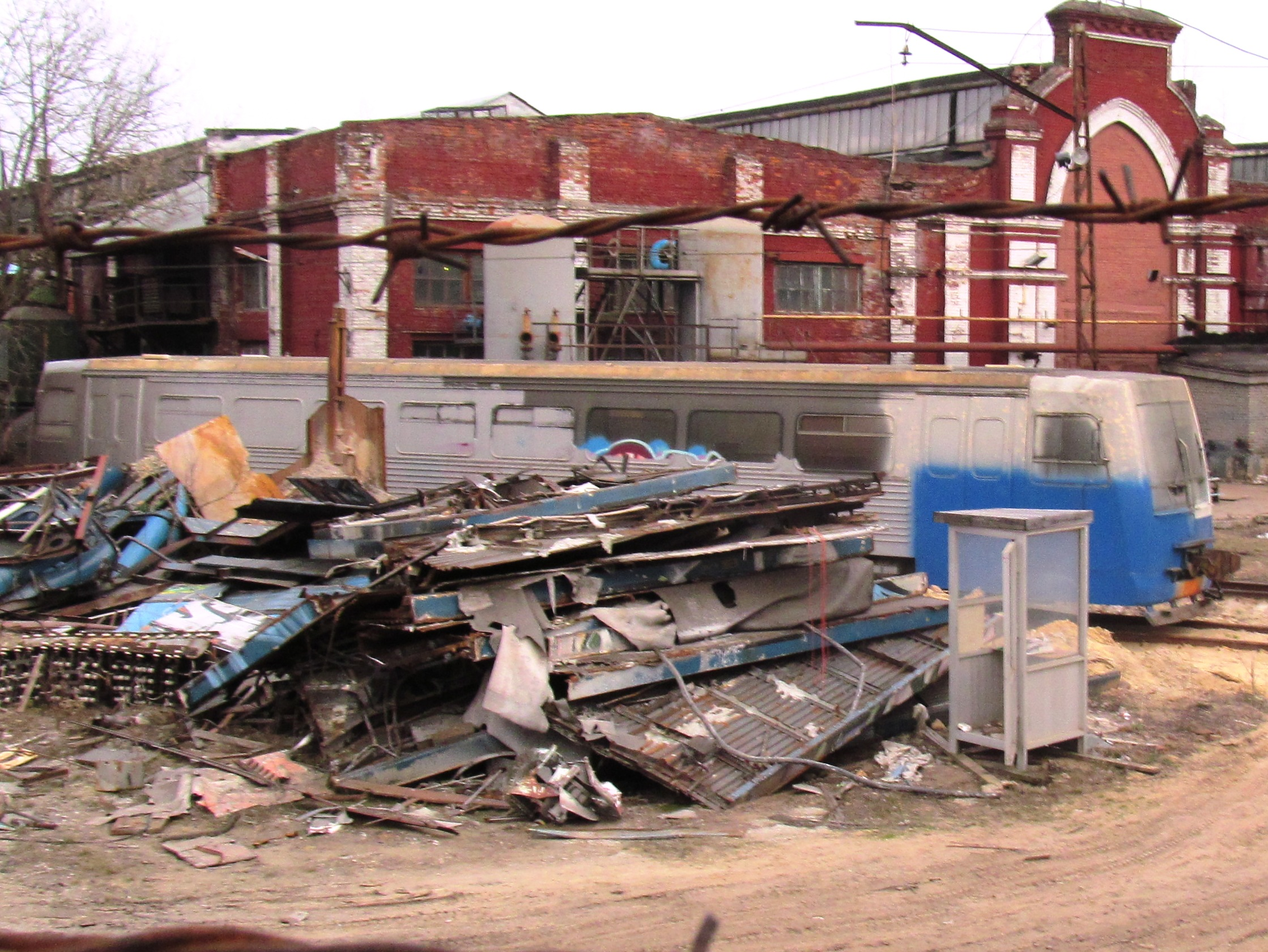
РА1-0003 на заводских путях. Состояние на 2018 год

В надежде на применение отечественных двигателей был построен вагон модели 731.15, максимально унифицированный с моделью 731. Основное отличие — применение двигателя модели 6Д6Н предприятия «Барнаултрансмаш», а также гидравлической передачи разработки самого ОАО «Метровагонмаш». Построен в единственном экземпляре (РА1-0003). После испытаний на экспериментальном кольце в 2004—2005 годах, где была выявлена недостаточная мощность двигателя, был возвращён на ОАО «Метровагонмаш». По состоянию на 2018 год на территории предприятия вагон можно было частично рассмотреть через просветы в заборе из окон проходящих поездов. Он находится в заброшенном состоянии и пострадал от действий граффитчиков (см. фото).

## Экспортные модели

### Модель 731.25, он же РА-В

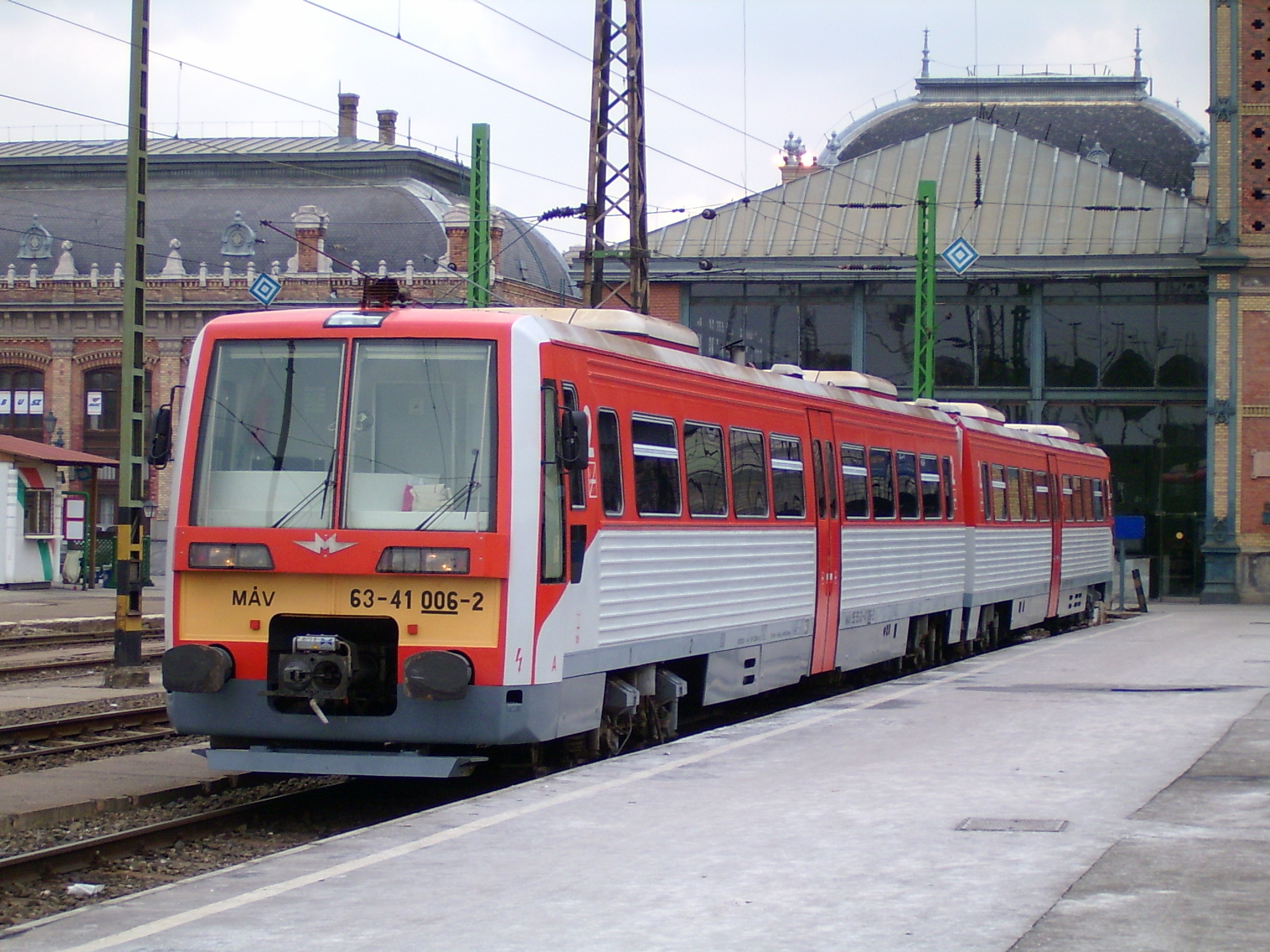
Рельсовый автобус РА1 модели 731.25 —
MÁV 6341 № 006-2 на вокзале Ньюгати в Будапеште

Модель изготавливалась для экспорта в Венгрию и получила по классификации Венгерских железных дорог (MÁV) обозначение серии 63-41 (MÁV 63-41). В 2013 году обозначение серии было изменено на MÁV 416. В отличие от моделей 730 и 731 состав состоит из двух секций, соединенных герметичным переходом. Имеется возможность работы по системе многих единиц до трёх составов.
Каждый состав имеет два выхода, по одному выходу посередине каждой секции, выход для высоких платформ и выдвижная ступень для спуска на низкие, автоматические раздвижные двери. Всего предусмотрено 142 сидячих места, максимальная вместимость — 350 человек. Масса тары двух секций 78 тонн, полная — 90 тонн. Как и в модели 731, предусмотрены гидрозамедлительный и пневматический тормоза, пружинное подвешивание с амортизаторами, вторичное с пневморессорами и амортизаторами. Оборудован автосцепками Шарфенберга.
Цельнометаллический самонесущий кузов из коррозионно-стойкой стали, боковины — из нержавеющей. Как и в модели 731, силовая установка — двигатель фирмы «MTU» (соответствует «Евро-2»), но дизелей два. Гидропередача фирмы «Voith». Мощность дизеля — 2х315 кВт, номинальная (в данном случае — конструкционная) скорость — 100 км/ч.
Всего было изготовлено 40 экземпляров с номерами от 001 до 040; все машины поступили в депо Сентеш (Szentes).

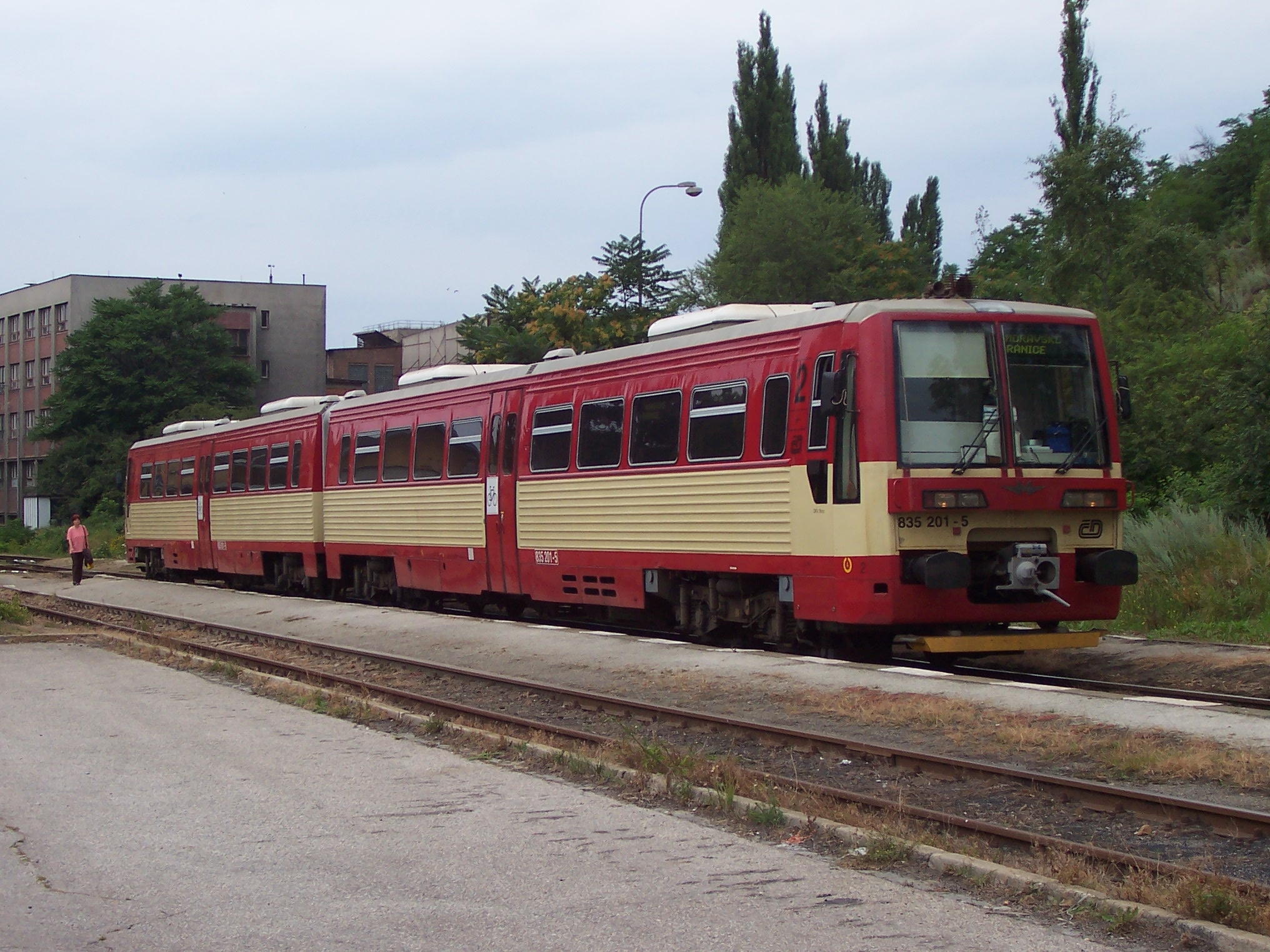
Рельсовый автобус РА1 модели 731.35 —
ČD 835 (секции 835.001+835.201) во время опытной эксплуатации, на станции Oslavany, Чехия, 10.08.2005

### Модель 731.35, он же РА-Ч
Модель предназначалась для экспорта в Чехию, куда и был поставлен опытный образец (машина изготовлена в единственном экземпляре). Состав также состоит из двух секций и оборудован автосцепками Шарфенберга. Внешне и конструктивно почти не отличается от модели РА-В (731.25). При этом конструкционная скорость повышена до 120 км/ч. Также имеются отличия в конструкции буферов, расположении буферных фонарей (установлены ниже), оборудовании салона и так далее.
Опытный состав РА-Ч был поставлен в рамках погашения части задолженности России перед Чехией. Прибыл в Чехию (на станцию Брно-Маломерице) 6 сентября 2003 года, в сопровождении двух инженеров Метровагонмаша. Первоначально базировался в депо Брно-Маломерице, а после проведения таможенных операций передан в депо Брно-Хорни Хершпиц.
7 декабря того же года состав прибыл на испытательный полигон Велим (ŽZO Velim), также известный как полигон Церхенице (ŽZO Cerhenice). Уже через несколько дней начались его испытания. К этому времени поезд успел получить некоторые прозвища (например, «Марфуша», «Баба Яга»).
После успешного прохождения испытаний, 5 января 2005 года было получено разрешение на опытную эксплуатацию машины РА-Ч модели 731.35 с пассажирами. Автомотриса получила по системе Чешских железных дорог (ČD) обозначение серии 835 (ČD 835). Каждая секция получила свой инвентарный номер (первая 001, вторая 201). При этом Чешские железные дороги не являлись собственником, а только арендовали состав у его владельца — фирмы Elektromechanika Úvaly. Подготовка к вводу в опытную эксплуатацию проводилась на границе января и февраля, а начало поездок было запланировано на 14 февраля 2005 года. В ходе подготовки произведены обновление программного обеспечения системы управления Lokel Intelo, настройка внешней и внутренней информационной системы (матричные дисплеи BUSE Blansko), уборка, мойка и другие работы. По неофициальным данным, машина проходила только техобслуживание и не требовала ремонта как такового, что приятно удивило чешских железнодорожников.
После нескольких месяцев эксплуатации состав был возвращён владельцу. В мае 2007 года машина была передана в Венгрию, где служит источником запасных частей для эксплуатирующихся там автомотрис РА-В (731.25).

## Транспортные происшествия
1 июля 2019 года на перегоне Себеж — Заваруйка Октябрьской железной дороги произошло столкновение РА1-0012 и грузового автомобиля, перевозящего железобетонные плиты. Грубо нарушив Правила дорожного движения, водитель автомобиля выехал на переезд при запрещающем сигнале. Было применено экстренное торможение, но при начальной скорости вагона 87 км/ч локомотивной бригаде не хватило времени даже для выхода из кабины. В результате машинист автомотрисы погиб на месте, его помощник скончался в машине скорой помощи. Пассажиры РА1 (трое работников железной дороги) и водитель грузовика получили травмы. Серьёзно повреждена одна из кабин автомотрисы.

## Комментарии
1. ↑  MÁV — венг. Magyar Allamvasutak, Венгерские железные дороги
2. ↑  ČD — чеш. České dráhy, Чешские железные дороги